# Vlaamse Ombudsdienst
De Vlaamse Ombudsdienst werd opgericht door het decreet van 7 juli 1998 "houdende de instelling van de Vlaamse Ombudsdienst". De dienst werd door dit decreet ondergebracht bij het Vlaams Parlement. Sinds 25 maart 2024 is Myriam Parys, (°1974 - Mechelen), licentiate politieke wetenschappen, de Vlaamse ombudsvrouw.

## Opdracht
De Vlaamse Ombudsdienst heeft als opdracht:
1. Het onderzoeken van klachten over de handelingen en de werking van de bestuursinstanties van de Vlaamse Gemeenschap en het Vlaamse Gewest. De ombudsdienst treedt daarbij bemiddelend op. Als de ombudsdienst deze informatie via klokkenluiders verkrijgt, zorgt de ombudsdienst voor de nodige bescherming.
2. Als het een klacht betreft buiten haar bevoegdheid, dan verwijst de dienst door naar andere bevoegde instanties.
3. Aanbevelingen te formuleren om de dienstverlening van de bestuursinstanties van de Vlaamse Gemeenschap en het Vlaamse Gewest te verbeteren.
4. Overtredingen van de deontologische code door Vlaamse volksvertegenwoordigers onverwijld melden aan de voorzitter van het Vlaams Parlement.

Eenmaal per jaar brengt de ombudsvrouw verslag uit aan het Parlement.